# Dactylorhiza insularis
L'orchidea delle isole (Dactylorhiza insularis (Sommier) Landwehr, 1969) è una pianta erbacea appartenente alla famiglia delle Orchidacee.

## Etimologia
Il nome generico (Dactylorhiza) è formato da due parole greche: “dito” e “radice” e si riferisce ai tuberi suddivisi in diversi tubercoli (tuberi a forma digito-palmata). L'epiteto specifico (insularis) fa riferimento all'areale tipico di questa specie.
Il binomio scientifico di questa pianta inizialmente era Orchis insularis, proposto dal botanico Carlo Pietro Stefano (Stephen) Sommier (1848 - 1922)  in una pubblicazione del 1895, modificato successivamente in quello attualmente accettato (Dactylorhiza insularis), proposto dal botanico Jacobus Landwehr (1911 - 1996)  nel 1969.

## Descrizione
È una pianta erbacea alta 20 – 50 cm. La forma biologica è geofita bulbosa (G bulb), ossia sono piante perenni che portano le gemme in posizione sotterranea. Durante la stagione avversa non presentano organi aerei e le gemme si trovano in organi sotterranei chiamati bulbi o tuberi, organi di riserva che annualmente producono nuovi fusti, foglie e fiori. È un'orchidea terrestre in quanto contrariamente ad altre specie, non è “epifita”, ossia non vive a spese di altri vegetali di maggiori proporzioni.

### Radici
Le radici sono fascicolate e secondarie da bulbo, e si trovano nella parte superiore dei bulbi.

### Fusto
- Parte ipogea: la parte sotterranea del fusto è composta da due tuberi (bulbi-tuberi o rizotuberi) divisi soltanto all'apice in più lobi o tubercoli (caratteristica peculiare del genere Dactylorhiza);  il primo svolge delle importanti funzioni di alimentazione del fusto, mentre il secondo raccoglie materiali nutritizi di riserva per lo sviluppo della pianta che si formerà nell'anno venturo.
- Parte epigea: la parte aerea del fusto è breve, cava, tubulosa e di colore verde chiaro. Alla base sono presenti alcune guaine fogliari (resti di foglie atrofizzate), mentre superiormente è scanalata (angolosa).

### Foglie
Le foglie sono meno di una decina in tutto. Quelle inferiori sono oblungo-lanceolate ovvero oblanceolate-lineari con apice ottuso, mentre le foglie superiori sono lanceolate con apice acuto. Il portamento è più o meno eretto. Sulla superficie sono presenti inoltre delle nervature parallele disposte longitudinalmente (foglie di tipo parallelinervie); non sono maculate; il colore è verde glauco. Sono inoltre amplessicauli e abbraccianti (guainanti) il fusto. Le foglie lungo il fusto sono distribuite in modo equo.

### Infiorescenza
I fiori sono riuniti in infiorescenze lasse quasi pauciflore (a fine fioritura) a forma cilindrico-ovoidale. I singoli fiori inoltre sono posti alle ascelle di brattee fogliacee a forma lanceolata, acute all'apice; le inferiori sono più lunghe dei fiori e avvolgono l'infiorescenza, le altre più lunghe dell'ovario. I fiori inoltre sono resupinati, ruotati sottosopra tramite torsione dell'ovario; in questo caso il labello è volto in basso.

### Fiore
I fiori sono ermafroditi ed irregolarmente zigomorfi, pentaciclici (perigonio a 2 verticilli di tepali, 2 verticilli di stami (di cui uno solo fertile – essendo l'altro atrofizzato), 1 verticillo dello stilo). Il colore dei fiori è giallo con varianti dal giallo pallido al cromo chiaro.
- Formula fiorale: per queste piante viene indicata la seguente formula fiorale:

X, P 3+3, [A 1, G (3)], infero, capsula
- Perigonio: il perigonio è composto da 2 verticilli con 3 tepali (o segmenti) ciascuno (3 interni e 3 esterni). I tepali esterni sono da lanceolati ed eretti verso l'alto, arrotondati e con i lati riflessi; quello centrale è più ovato, concavo, diretto in avanti e insieme ai due tepali interni centrali (che sono conniventi e più piccoli) formano una specie di cappuccio a protezione degli organi riproduttori (il ginostemio). Dei tre tepali interni quello mediano (chiamato labello) è diverso dagli altri, mentre i due laterali sono lievemente più grandi di quelli esterni e ripiegati uno verso l'altro.
- Labello:  il labello (semplice – non formato da due parti distinte) è intero o trilobato (il lobo mediano è un po' più lungo e più stretto di quelli laterali) con margini ondulati. Sul retro, alla base, il labello è prolungato in uno sperone cilindrico e dritto, orizzontale (o debolmente rivolto verso il basso) e più breve dell'ovario. La parte centrale del labello si presenta con quattro macchie rosse poste all'imboccatura dello sperone. Dimensione del labello: larghezza 6 – 8 mm; lunghezza 5 – 7 mm.
- Ginostemio:  lo stame con le rispettive antere (in realtà si tratta di una sola antera fertile biloculare – a due logge) è concresciuto con lo stilo e forma una specie di organo colonnare chiamato "ginostemio"[5]. Quest'organo è posizionato all'interno-centro del fiore e in questa specie è molto breve ma con un'ampia area stigmatifera. Il polline ha una consistenza gelatinosa; e si trova nelle due logge dell'antera, queste sono fornite di una ghiandola vischiosa (chiamata retinacolo). I pollinii sono inseriti sui due retinacoli tramite delle caudicole, mentre i retinacoli sono protetti da un'unica borsicola rostellare (a forma di coppa). L'ovario, sessile in posizione infera  è formato da tre carpelli fusi insieme[3].
- Fioritura: da aprile a giugno.

### Frutti
Il frutto è una capsula.  Al suo interno sono contenuti numerosi minutissimi semi piatti. Questi semi sono privi di endosperma e gli embrioni contenuti in essi sono poco differenziati in quanto formati da poche cellule. Queste piante vivono in stretta simbiosi con micorrize endotrofiche, questo significa che i semi possono svilupparsi solamente dopo essere infettati dalle spore di funghi micorrizici (infestazione di ife fungine). Questo meccanismo è necessario in quanto i semi da soli hanno poche sostanze di riserva per una germinazione in proprio.

## Biologia
La riproduzione di questa pianta può avvenire in tre modi: 
- per via sessuata grazie all'impollinazione degli insetti pronubi, specialmente imenotteri del genere Bombus (Apidae). Queste piante in realtà sono quasi prive di nettare, ma vengono visitate ugualmente dai vari insetti pronubi in quanto le confondono con altre piante dotate di nettare. La germinazione dei semi è tuttavia condizionata dalla presenza di funghi specifici (i semi sono privi di albume – vedi sopra);
- per via vegetativa in quanto uno dei due bulbi possiede la funzione vegetativa per cui può emettere gemme avventizie capaci di generare nuovi individui (l'altro bulbo generalmente è di riserva);
- per apomissia (forse la via riproduttiva seguita più di frequente da questa pianta).

## Distribuzione e habitat
- Geoelemento: il tipo corologico (area di origine) è Steno-Mediterraneo Occidentale.
- Distribuzione: in Italia questa orchidea è presente in Sardegna (e Corsica), in Calabria e in Toscana. È una specie rarissima. Nel resto dell'Europa è presente nella Penisola iberica e in Francia meridionale.
- Habitat: l'habitat tipico di questa pianta sono le boscaglie e le radure; ma anche le praterie magre su substrato acido.
- Distribuzione altitudinale: sui rilievi queste piante si possono trovare da 500 (o meno) fino a 1300 m s.l.m.; frequentano quindi i seguenti piani vegetazionali: collinare e in parte montano.

## Tassonomia
Le Orchidaceae sono una delle famiglie più vaste della divisione tassonomica delle Angiosperme; comprende 788 generi e più di 18500 specie. Il genere Dactylorhiza comprende un centinaio di specie diffuse soprattutto nell'Emisfero settentrionale, una dozzina delle quali sono spontanee del territorio italiano.
Il Sistema Cronquist assegna la famiglia delle Orchidaceae all'ordine Orchidales mentre la moderna classificazione APG la colloca nel nuovo ordine delle Asparagales. Sempre in base alla classificazione APG sono cambiati anche i livelli superiori (vedi tabella iniziale).
All'interno del genere Dactylorhiza D. insularis fa parte della sezione Sambucinae caratterizzata dall'avere dei tuberi a forma più o meno cilindrica, divisi solamente all'apice e lo sperone più lungo o uguale all'ovario (nell'altra sezione  Maculatae i tuberi invece sono profondamente divisi in diversi tubercoli e lo sperone del labello è più breve dell'ovario).
La D. insularis è inoltre aggregata al gruppo Group of Dactylorhiza sambucina (L.) Soó caratterizzato dall'avere i tuberi appiattiti e poco palmati, foglie a superficie non maculata e labello appena lobato. Le orchidee di questo gruppo inoltre preferiscono un substrato piuttosto secco. Gli altri componenti di questo gruppo sono:
- Dactylorhiza romana (Sebast.) Soó
- Dactylorhiza sambucina (L.) Soó

È probabile che D. insularis abbia origine da antiche ibridazioni tra Dactylorhiza romana e Dactylorhiza sambucina.
Il numero cromosomico di D. insularis è: 2n = 60. Rispetto alla D. romana e alla D. sambucina (entrambe 2n = 40) il corredo cromosomico di questa pianta è triploide, questo confermerebbe una sua origine ibridogena.

### Sinonimi
Questa entità ha avuto nel tempo diverse nomenclature. L'elenco che segue indica alcuni tra i sinonimi più frequenti:
- Dactylorhiza sambucina subsp. insularis (Sommier)  Soó
- Orchis insularis Sommier (1895) (basionimo)
- Orchis sambucina subsp. insularis (Sommier) Briq. (1910)

### Specie simili
Le varie specie del gruppo di appartenenza della D. insularis possono essere confuse una con l'altra; si distinguono comunque per le seguenti caratteristiche:
- Dactylorhiza romana (Sebast.) Soó: le foglie sono più strettamente lineari e sono raggruppate soprattutto alla base del fusto; il labello non è maculato; lo sperone è lineare-allungato a portamento arcuato-ascendente ed è più lungo dell'ovario.
- Dactylorhiza sambucina (L.) Soó: le foglie son del tipo oblanceolato-lineare e sono concentrate maggiormente nella parte basale del fusto; lo sperone è a portamento discendente ed è lungo come l'ovario; il colore dei fiori è giallo (come insularis) ma può essere anche rosso-violaceo.

## Conservazione
Come tutte le orchidee è una specie protetta e quindi ne è vietata la raccolta e il commercio ai sensi della Convenzione sul commercio internazionale delle specie minacciate di estinzione (CITES).